# WSV Reit im Winkl
Der Wintersportverein Reit im Winkl e. V. ist ein Wintersportverein aus Reit im Winkl im bayerischen Chiemgau. Der im Jahre 1921 gegründete Verein entwickelte sich zu einer der erfolgreichsten Adressen im deutschen Wintersport. Im Jahr 2020 galt der WSV als Talentpunkt des deutschen Skiverbands sowie als Gesundheitsstützpunkt des bayerischen Skiverbands.

## Geschichte
Der Skisport etablierte sich bereits gegen Ende des 19. Jahrhunderts in Reit im Winkl und nahm schnell einen großen Stellenwert in der Gemeinde ein. In diese Entwicklung fügte sich die Vereinsgründung des WSV Reit im Winkl im Jahr 1921 sowie die Wahl des Bürgermeisters Josef Mühlberger zum 1. Vorsitzenden. Bereits in den ersten Jahren wurden Wettkämpfe im Skilanglauf, Skispringen und in der Abfahrt durchgeführt. Hierfür war der Aufbau der ersten Sprungschanze, dessen Architekt Bruno Biehler war, in den Jahren 1923/24 ein wichtiger Schritt. Die ersten Erfolge des Vereins über Chiemgau- und Bayerische Meisterschaften hinaus zentrierten sich in der Person Franz Haslberger, der sowohl der erste deutsche Skisprungmeister, als auch der erste Olympiateilnehmer aus Reit im Winkl wurde. Nachdem der WSV während des Zweiten Weltkrieges einige Funktionäre und Sportler verloren hatte, musste der Verein nach einer zwischenzeitlichen Auflösung vom 8. Mai 1945 unter dem Vorsitzenden Fritz Hausbacher wieder aufgebaut werden. Auch Spitzenathlet Franz Haslberger verlor 1939 sein Leben, weshalb sich der Verein dazu entschloss, die Steinbachschanze in Franz Haslberger-Schanze umzubenennen. Eine große Herausforderung stellte sich der WSV im Februar 1950 mit der Durchführung der deutschen nordischen Skimeisterschaften, der bis zu 20.000 Zuschauer beiwohnten und auch Athleten des WSV als Teil der bayerischen Verbandsstaffel Medaillen gewinnen konnten. Um diese Zeit herum hatte der Verein etwa 30 Skispringer und ebenso viele Langläufer und wurde zu einer der bedeutendsten Adressen im deutschen Wintersport.
In den 1950er Jahren begann schließlich die Zeit der großen Erfolge des WSV. Bei den Olympischen Winterspielen 1952 nahmen mit Heinz Hauser und Rudi Kopp gleich zwei Athleten aus Reit im Winkl teil. In den folgenden Jahren konnten beide deutsche Meistertitel im Einzel gewinnen, doch auch die ehemalige Athleten Georg Schlechter und Fritz Hausbacher fanden bundesweit Aufmerksamkeit, als sie 1956 vom DSV mit der Silbernen Ehrennadel ausgezeichnet wurden. Eigentlich hatte sich der WSV auf die nordischen Skidisziplinen ausgerichtet, doch rückte durch die Erfolge der drei Mittermeier-Schwestern Heidi, Evi und Rosi zusätzlich die Ski-Alpin-Abteilung in den Fokus. Bei der Olympiaausscheidung zur Bildung der gesamtdeutschen Olympiamannschaft im Januar 1960 qualifizierte sich Heidi Mittermaier für die Olympischen Winterspiele 1960 und war somit sowohl die erste weibliche Athletin des WSV bei Olympia, als auch die erste alpine Skirennläuferin des WSV auf höchster Ebene. Bei den deutschen nordischen Skimeisterschaften 1961 im Kniebis-Gebiet schrieb der WSV Reit im Winkl Geschichte, als er die erste Austragung einer 4× 10-km-Vereinsstaffel mit den Athleten Xaver Kraus, Willi Schmidt, Edi Lengg und Rudi Kopp gewann. In den folgenden Jahren holten sich die Skilangläufer des WSV regelmäßig den Meistertitel in der Vereinsstaffel.
1965 entschied sich der Wintersportverein zur Austragung des sogenannten Deutschland-Schilds (ab 1971 Reit im Winkl-Schild), bei dem Wettbewerbe in der Nordischen Kombination und im Skilanglauf auf höchstem internationalen Niveau abgehalten werden sollten. Tatsächlich nahmen bei der ersten Durchführung bereits neun Nationen teil und schnell wurde die Veranstaltung von Presse, Rundfunk und Fernsehen begleitet. Mit Athleten wie Georg Thoma trugen sich Teile der Weltspitze in die Siegerliste ein. Damit etablierte sich Reit im Winkl im FIS-Kalender und bewies 1966 mit der Ausrichtung der deutschen nordischen Skimeisterschaften erneut, Großveranstaltung durchführen zu können. Hierfür scheute der WSV keine Kosten, sodass die Franz-Haslberger-Schanze 1966 mit einem Kostenaufwand von 165.000 DM umgebaut wurde, ehe drei Jahre später eine neue Mattenschanze eingeweiht wurde, wofür der Verein mit Unterstützung des BLSV, des Landkreises und der Gemeinde rund 100.000 DM ausgab. Damit wurde die Schanze zu einem wichtigen Trainingsort für deutsche und österreichische Springer, da es sich um die bis dato einzige Mattenschanze im südbayerischen und im Tiroler Raum handelte. Die zehnte Austragung des Reit-im-Winkl-Schilds fand im Rahmen des Skilanglauf-Weltcups 1974 statt.
Inzwischen hatten sich auch einige Athleten dem Biathlon zugewandt. So nahm bereits 1968 Xaver Kraus an den Olympischen Winterspielen teil. Allerdings war es die alpine Skirennläuferin Rosi Mittermeier, die 1976 die erste olympische Goldmedaille gewinnen konnte. Neben ihr traten drei weitere WSV-Athleten bei Olympia an, was dem Verein viel Anerkennung einbrachte, da so viele Athleten von keinem anderen Skiverein zuvor abgestellt wurden. Den Olympioniken wurde bei ihrer Rückkehr ein Empfang am Rathaus bereitet, dem etwa 25.000 Menschen beiwohnten. Der Wintersport-Standort Reit im Winkl sowie im Besonderen die Winklmoos-Alm wurden daraufhin weltberühmt.
In den folgenden Jahrzehnten zeigten Skispringer wie Thomas Klauser zwar Spitzenleistungen, doch konnte der WSV an die Erfolge der 1960er und 1970er Jahre nicht mehr anknüpfen. Gleichwohl blieb der Standort für Ausrichtungen internationaler Ereignisse wie der Nordischen Junioren-Skiweltmeisterschaften 1991, der deutsch-österreichischen Dreischanzen-Tournee im Rahmen des Skisprung-Continental-Cups, oder einem Wettbewerb des Weltcups der Nordischen Kombination 1999/2000 attraktiv. Des Weiteren ist der WSV Reit im Winkl seit 1999 Teil der Organisation der Kindervierschanzentournee. Mit Evi Sachenbacher-Stehle brachte der WSV eine weitere Spitzenathletin hervor, die 2002 und 2010 olympisches Gold mit der Staffel gewinnen konnte. Darüber hinaus gewann sie auch Einzelmedaillen bei Olympia und nordischen Skiweltmeisterschaften. Der bekannteste Athlet des WSV Reit im Winkl in der Saison 2020/21 ist der Biathlet Johannes Kühn, der 2018 an den Olympischen Winterspielen teilgenommen hatte.

## Sportstätten

### Reit-im-Winkl-Schanzen

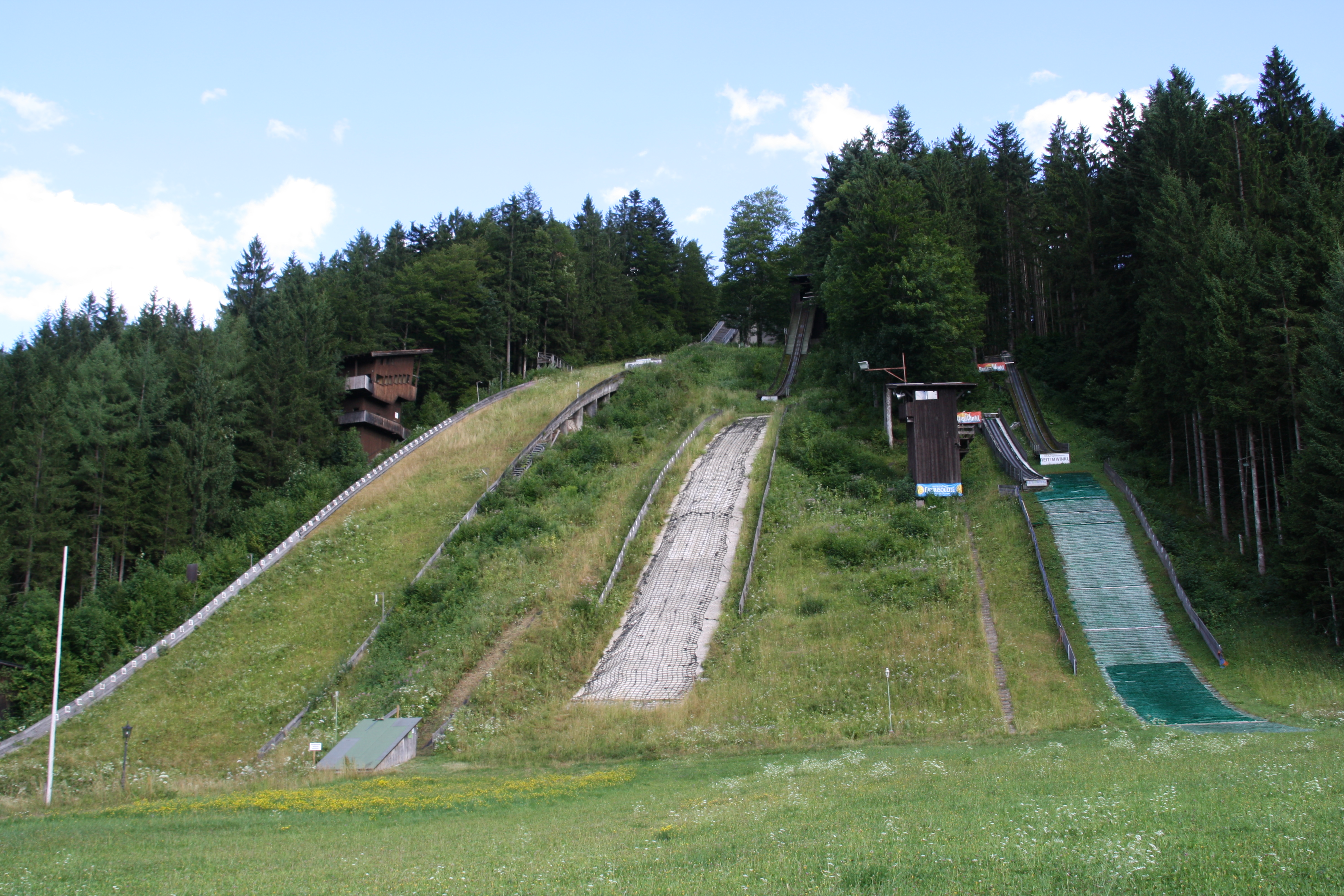
Reit-im-Winkl-Schanzen

Die Schanzenanlage besteht aus der Franz-Haslberger-Schanze (Normalschanze, K-90) sowie drei kleinen K-30, K-18 und K-10-Schanzen. Die mittelgroße Steinbachschanze (K-57) ist inzwischen außer Betrieb. Die Schanzenanlage war Austragungsort mehrerer deutscher Meisterschaften im Skispringen und der Nordischen Kombination sowie von Weltcup-Veranstaltungen. Heutzutage finden auf den kleineren Schanzen Wettbewerbe der Kindervierschanzentournee sowie auf der Franz-Haslberger-Schanze Alpencup-Wettkämpfe statt.

### Loipen Reit im Winkl
Neben dem Langlaufstadion Reit im Winkl bietet der Wintersportort Reit im Winkl mehrere Loipen im Ort, auf der Winklmoos-Alm und auf der Hemmersuppenalm in verschiedenen Schwierigkeitsstufen und Streckenlängen, die sowohl klassisch gespurt als auch fürs Skaten geeignet sind, an. Die Loipen gehören nicht zum Verein, werden allerdings von ihm genutzt. Die über 130 Kilometer Loipen ermöglichen Langlaufen auf drei Höhenlagen. So liegt das Langlaufstadion und der Nordic Park im Ortsbereich auf etwa 695 m ü. NHN, wohingegen auf der Hemmersuppenalm auf etwa 1260 m ü. NHN Sport betrieben werden kann. Damit eignet sich Reit im Winkl immer wieder als Austragungsort für nationale und internationale Wettkämpfe, wie zuletzt bei den deutschen Skilanglauf-Meisterschaften 2019.

## Bekannte Sportler
| Sportler                | Sportart               | Wichtigste Erfolge | Status 1   |
| ----------------------- | ---------------------- | --- | ---------- |
| Josef Buchner           | Nordische Kombination  | Olympiateilnehmer 1998, Bronzemedaillengewinner bei der Junioren-WM 1993, Deutscher Vizemeister 1998                                                            | inaktiv    |
| Alfons Dorner           | Skilanglauf            | Olympiateilnehmer 1964, mehrfacher Deutscher Meister mit der Staffel                                                                                            | inaktiv    |
| Trine Göpfert           | Nordische Kombination  | Weltcup-Punkte, Junioren-Weltmeisterin im Mixed-Team | aktiv      |
| Franz Haslberger        | Skispringen            | Olympiateilnehmer 1936, Deutscher Meister 1936 und 1938 | verstorben |
| Heinz Hauser            | Nordische Kombination  | Olympiateilnehmer 1952 und 1956, mehrmaliger Deutscher Meister in der Kombination und im Skilanglauf                                                            | verstorben |
| Thomas Klauser          | Skispringen            | Olympiateilnehmer 1984 und 1988, mehrmaliger Deutscher Meister                                                                                                  | inaktiv    |
| Rudolf Kopp             | Skilanglauf            | Olympiateilnehmer 1952 und 1956, Deutscher Meister 1956 und 1958 sowie mehrmals mit der Staffel                                                                 | inaktiv    |
| Xaver Kraus             | Biathlon / Skilanglauf | Olympiateilnehmer 1968, Deutscher Meister 1959 sowie mehrmals mit der Staffel                                                                                   | inaktiv    |
| Johannes Kühn           | Biathlon               | Olympiateilnehmer 2018, Deutscher Meister 2018 im Sprint | aktiv      |
| Eduard Lengg            | Nordische Kombination  | Teilnehmer an den Nordischen Skiweltmeisterschaften 1962, 1966 und 1970, Deutscher Meister im Skilanglauf                                                       | inaktiv    |
| Evi Mittermaier         | Ski Alpin              | Olympiateilnehmerin 1976 und 1980, erste deutsche Weltcup-Siegerin in der Abfahrt, Deutsche Meisterin                                                           | inaktiv    |
| Heidi Mittermaier       | Ski Alpin              | Olympiateilnehmerin 1964, Teilnahme an Alpinen Skiweltmeisterschaften 1962 und 1966, Deutsche Meisterin                                                         | inaktiv    |
| Rosi Mittermaier        | Ski Alpin              | Olympiasiegerin 1976 und Teilnehmerin 1968 und 1972, Gesamtweltcupsiegerin 1975/76, Deutsche Meisterin                                                          | verstorben |
| Josef Niedermeier       | Biathlon / Skilanglauf | Olympiateilnehmer 1972 und 1976, Deutscher Meister im Biathlon und Skilanglauf                                                                                  | inaktiv    |
| Evi Sachenbacher-Stehle | Skilanglauf Biathlon   | Olympiasiegerin 2002 und 2010 sowie Silber 2006, Weltmeisterin 2003, Deutsche Meisterin im Skilanglauf Olympiateilnehmerin 2014, Deutsche Meisterin im Biathlon | inaktiv    |
| Wilhelm Schmidt         | Skilanglauf            | Teilnehmer an den Nordischen Skiweltmeisterschaften 1958, Deutscher Meister mit der Staffel                                                                     | inaktiv    |
| Hans Speicher           | Skilanglauf            | Olympiateilnehmer 1976, Deutscher Meister mit der Staffel | inaktiv    |
| Anna-Lena Zuck          | Snowboard              | Weltcup-Punkte, Deutsche Meisterin | inaktiv    |